# Cinderella Monogatari
Cinderella Monogatari (シンデレラ物語, Shinderera Monogatari, lit. A História de Cinderela) é um anime de produção italo-japonesa, baseada no conto de fadas com o mesmo nome de Charles Perrault e dos Irmãos Grimm. A série é composta por 26 episódios. Em Portugal a série estreou em 1996 na TVI, tendo sido repetida várias vezes naquele canal, ao longo de quatro anos.

## Enredo
Cinderela provém de uma família nobre do Reino de Esmeralda, sendo a única filha de um Duque rico e viúvo. A sua mãe, Françoise, morrera quando Cinderela ainda era muito pequena devido a uma doença súbita, deixando-lhe como herança uma boneca musical, o seu vestido favorito, e um par de elaborados sapatos de cristal. Assim, o Duque resolve casar-se novamente para que a filha possa voltar a ter o amor de uma mãe, escolhendo para isso uma senhora também viúva e com duas filhas.
Pouco depois do casamento, o Duque tem de partir para uma longa viagem de negócios e a vida feliz de Cinderela muda drasticamente. Alvo da crueldade da sua madrasta, que por várias vezes afirma que não a considera como uma filha, e da raiva das suas dois meias-irmãs, Catherine e Jeanne, que invejam amargamente a sua graça e beleza, Cinderela é obrigada a mudar-se para o sótão da casa, a vestir roupas velhas e fora de moda, e de fazer todas as tarefas e trabalhos pesados da casa.
Felizmente Madame Paulette, uma antiga amiga da falecida mãe de Cinderela e sua fada madrinha, tenta ajudá-la ao remover secretamente os problemas que esta enfrenta por diversas vezes, e dando aos seus animais o dom de se comunicarem ela. Assim, Cinderela depressa faz amizade e é também ajudada por quatro amiguinhos: Patch (Polly em Portugal), o seu cão, Chuchu e Bingo, dois ratinhos inteligentes e um passarinho chamado Pappy.
Numa das poucas ocasiões em que Cinderela é autorizada a ir à cidade (ela é praticamente segregada em casa, para fazer as várias tarefas domésticas, enquanto as suas irmãs e madrasta se divertem), ela conhece um estranho rapaz que é muito parecido com o príncipe herdeiro do Castelo Esmeralda. Cinderela inicialmente não confia nele, chamando-lhe mentiroso repetidamente. No entanto, esse rapaz é efectivamente o próprio Príncipe Charles que,  para não ficar no castelo a ter aulas de política, por vezes foge sob o disfarce de Alex, o seu pajem e melhor amigo de infância.
Isto marca o início de muitas aventuras para Cinderela, acompanhada dos seus amigos e de Charles. Entretanto, uma terrível conspiração é preparada liderada pelo traidor Duque Zara, conselheiro de confiança do Rei. Para tentar tomar o trono e o Castelo Esmeralda, Zara inicialmente tenta casar o príncipe com a própria filha, Isabelle, para poder assim continuar a controlar os destinos do reino. No entanto, Zara rapidamente percebe que terá de tomar medidas mais drásticas para conseguir ser bem sucedido. Assim, invade o castelo e manda eliminar o príncipe. No entanto, os seus homens são enganados e trazem um sósia do príncipe para o Castelo, e Charles acaba por revelar a sua verdadeira identidade à frente de Cinderela. Perturbada e desesperada, Cinderela sente-se culpada pela maneira como tratava Charles, descobrindo que tem sentimentos por ele.
Entretanto, o Rei fica satisfeito com a atitude do príncipe, que lhe demonstra que é capaz e está preparado para governar. Assim, decide organizar um grandioso baile real, para que o filho possa escolher de entre as raparigas solteiras do reino, uma que lhe agrade para poder casar e assumir o trono. A madrasta e as suas filhas ficam com raiva de Cinderela porque também foi convidada, pelo que lhe dão imensos trabalhos com a preparação dos próprios vestidos. Depois de Cinderela ajudar as suas irmãs a prepararem-se para ir para o baile, ela rapidamente troca de roupa e veste o vestido que a sua mãe lhe deixara. No entanto, a madrasta insiste que é um insulto que ela use aquele velho traje, e proíbe-a de ir. Então, ela e as suas irmãs rasgam-lhe o convite e vão-se embora.
A Fada Madrinha, sempre pronta a ajudar Cinderela, modifica o vestido com a sua varinha mágica tornando-o muito mais bonito e com os belos sapatos de cristal, Cinderela está agora pronta para ir ao baile. No entanto, Madame Paulette adverte-a de que deve regressar antes da meia-noite, pois a magia acaba a essa hora. Incógnita na festa, a beleza de Cinderela chama a atenção dos convidados e do próprio Príncipe Charles. No entanto, ele não reconhece na bela e misteriosa princesa, a companheira de tantas aventuras. Mas quando chega a meia-noite, Cinderela é forçada a fugir, acabando por perder um dos seus sapatos na escadaria do Castelo. O príncipe, fascinado pela misteriosa princesa, apenas consegue pensar nela. Entretanto, o tutor de Charles e Alex pedem-lhe o sapato e começam a percorrer todas as casas do reino, experimentando o sapato em todas as convidadas do baile, tentando encontrar a jovem por quem o príncipe se apaixonara. Então depois de muitas dificuldades, Cinderela consegue provar que é ela a misteriosa princesa, e é levada ao palácio, onde se irá casar com o príncipe.
No dia do casamento, o Duque Zara, que escapara com os seus homens, tenta mais uma vez conquistar o Reino de Esmeralda. Assim, ele disfarça-se de criada, envenena a bebida do príncipe e sequestra Cinderela, ameaçando matá-la se o Rei não abdicar a seu favor.
No entanto o príncipe Charles, que na verdade não morrera, aparece com os guardas do palácio. Ele explica que percebera o plano de Zara e que agiu em conformidade, para salvar o reino. Segue-se uma feroz batalha entre Zara, que ameaça a vida de Cinderela e do Príncipe. Zara é derrotado, e cai para a morte do topo da Torre do Relógio.
Após estes acontecimentos, Cinderela e Charles casam-se e são coroados como rei e rainha do Reino Esmeralda. E assim, vivem felizes para sempre comprovando que os sonhos podem tornar-se realidade.

## Temas
| Título em Português | Título em Japonês         | Posição              | Vocalista | Usado Para |
| ------------------- | ------------------------- | -------------------- | --------- | ---------- |
| Mais e Mais Amor    | Ai Purasu Ai (愛プラス愛) | Abertura Japonesa    | Judy Ongg | eps. 1-26  |
| Amor Recém-nascido  | [生まれたての愛]          | Encerramento Japonês | Judy Ongg | eps. 1-26  |

## Lista de episódios
(Conforme a dobragem portuguesa)
- 1. A Partida
- 2. O Concurso
- 3. O Mentiroso
- 4. O Cavalo
- 5. Um Encontro de Sonho
- 6. O Mistério da Vinha
- 7. O Falso Adivinho
- 8. A Magia de um Sorriso
- 9. Os Conspiradores
- 10. O Violinista Triste
- 11. Uma Bela História de Amor
- 12. A Recepção no Castelo
- 13. A Fuga da Isabelle
- 14. O Segredo do Príncipe Charles
- 15. O Verdadeiro e o Falso
- 16. O Príncipe na Cozinha
- 17. Um Coração Bom e Generoso
- 18. Um Pintor Muito Estranho
- 19. Livremo-nos dos Bandidos
- 20. A Viagem Para a Felicidade
- 21. Recordações da Mamã
- 22. A Cinderela Está em Perigo
- 23. Eliminem o Príncipe
- 24. O Convite Para o Baile
- 25. O Sapato da Felicidade
- 26. Um Casamento Feliz

## Dobragem portuguesa
- Cinderela - Zélia Santos
- Príncipe Charles/Charles, o Mentiroso - Raul Constante Pereira
- Madame Paulette/Fada Madrinha - Sissa Afonso
- Duque de Biel, Pai de Cinderela - Jorge Páuperio
- Duquesa de Biel, Madrasta de Cinderela - Raquel Rosmaninho
- Catherine - Margarida Machado
- Jeanne - Sissa Afonso
- Pierre, o Cocheiro - João Cardoso
- Polly, o cão - Raul Constante Pereira
- Pappy, o pássaro - Sissa Afonso
- Chuchu, o rato menina - Zélia Santos
- Bingo, o rato menino - João Cardoso
- Misha, o gato - Sissa Afonso
- Isabelle, filha do Duque Zara e prometida do Príncipe Charles - Sissa Afonso
- Duque Zara - Jorge Vasques
- Alex, pajem e melhor amigo do Príncipe Charles - Raquel Rosmaninho
- Rainha do Reino Esmeralda, mãe do Príncipe Charles - Margarida Machado
- Rei do Reino Esmeralda, pai do Príncipe Charles - Rui Oliveira

- Direcção de Dobragem: Jorge Páuperio
- Tradução e Adaptação: Joana Rosmaninho
- Estúdios: Somnorte